# Season of the Witch
Season of the Witch (Nederlands: Heksenseizoen) is een Amerikaanse avonturenhorrorfilm uit 2011. De film werd geregisseerd door Dominic Sena en heeft Nicolas Cage en Ron Perlman in de hoofdrollen. Cage werd voor zijn rol in deze film en die in Drive Angry en Trespass genomineerd voor Golden Raspberry Awards voor slechtste acteur en slechtste duo. De film werd voorts slecht ontvangen door de critici. Zo behaalt hij slechts 10% op beoordelingswebsite Rotten Tomatoes. Doch was hij met een opbrengst van zo'n 67 miljoen euro tegenover een kostprijs van dertig miljoen euro een matig bioscoopsucces.
Season of the Witch werd op locatie opgenomen in Hongarije, Oostenrijk en Kroatië. Men was echter niet tevreden en besloot grote delen opnieuw in te blikken in de VS zelf. De film zou oorspronkelijk op 19 maart 2010 worden uitgebracht door Lionsgate. In 2010 richtte de studio, Relativity Media, echter zelf een distributietak op en besloot de film zelf uit te brengen. Daardoor verschoof de première naar januari 2011.

## Verhaal
De film opent met een scène in de 13e eeuw. Drie vrouwen worden beschuldigd van hekserij en opgehangen. 's Nachts komt de priester terug om een ritueel uit te voeren op hun lichamen. Het derde lijk blijkt echter wel degelijk een heks te zijn en doodt hem.
Een eeuw later vechten Behmen en Felson veldslag na veldslag als kruisvaarders in het oosten. Ze krijgen de opdracht een stad binnen te vallen en alle "heidense" inwoners te doden. Zoals steeds gaan de twee ruw te keer tot Behmen zijn zwaard in een jonge vrouw plant. Hij keert zich af van de kerk en keert met Felson terug naar zijn thuisland.
Daar blijkt echter de pest lelijk huis te houden. Naar men zegt zijn al drie op de vier omgekomen. In Marburg heeft men een heks gevangengenomen die men verantwoordelijk houdt voor de plaag. De twee moeten haar bij wijze van absolutie voor hun desertie naar de abdij van Sévérac brengen. De paters daar hebben het enige overgebleven exemplaar van een eeuwenoud rituelenboek dat de plaag kan stoppen.
Behmen voelt er niet veel voor om een onschuldige deerne naar de galg te voeren en gaat pas akkoord als haar een eerlijk proces wordt beloofd. Samen met de priester Debelzaq, de ridder Eckhart en de gids Hagamar gaan ze op pad. Het heksenmeisje voeren ze in een kooi met zich mee. Onderweg merken ze dat ze worden gevolgd. Het blijkt een koorknaap genaamd Kay te zijn die graag zijn sporen als ridder wil verdienen en hij mag mee.
Het meisje is doodsbang van de priester, die haar eerder blijkbaar heeft mishandeld. Op een dag kan ze hem de sleutel van de kooi afhandig maken en ontsnappen. Tijdens de achtervolging hoort Eckhart de stem van zijn overleden dochter en ziet haar uiteindelijk. Daarbij loopt hij op Kays zwaard in en sterft. Als ze later een wankele touwbrug oversteken redt het meisje Kay van een dodelijke val door hem met één hand terug op het dek te trekken. Als ze nog later door een donker bos trekken worden ze aangevallen door een troep demonische wolven die Hagamar doden.
Als ze het klooster bereiken is wel duidelijk dat het meisje wel degelijk een heks is. De paters blijken echter allen aan de pest bezweken te zijn. Debelzaq moet dus zelf het ritueel uitvoeren, maar de spreuk heeft niet het verwachte effect. Het meisje blijkt geen heks te zijn, maar een demon die zich met opzet naar het klooster liet voeren om daar het laatste rituelenboek dat het kwade kan bestrijden te vernietigen. Debelzaq kan het met wijwater afhouden en het vlucht naar een toren waar de paters kopieën van het boek aan het maken waren. De demon gebruikt de lichamen van de dode paters om te vechten en doodt Debelzaq en Felson. Uiteindelijk kan Behmen de demon afhouden terwijl Kay het exorcisme uitvoert waarmee de demon wordt vernietigd. Op de grond ligt het naakte meisje dat Anna blijkt te heten en met haar en het boek verlaten ze het klooster.

## Rolverdeling
- Nicolas Cage als Behmen von Bleibruck, de protagonist en kruisvaarder.
- Ron Perlman als Felson, Behmens wapenbroeder.
- Stephen Campbell Moore als Debelzaq, de priester.
- Stephen Graham als Hagamar, de oplichter die als gids dient.
- Ulrich Thomsen als Johann Eckhart, de ridder.
- Robert Sheehan als Kay von Wollenbarth, de aspirant-ridder.
- Claire Foy als Anna, het heksenmeisje.